# Drissa Diakité
Drissa Diakité (ur. 18 lutego 1985 w Bamako) – malijski piłkarz, grający na pozycji prawego pomocnika. Od 2017 jest zawodnikiem GS Kallithea.

## Kariera klubowa
Diakite pochodzi z Bamako. Piłkarską karierę rozpoczął w zespole Djoliba AC, w którym zadebiutował w 2001 roku w pierwszej lidze. W 2003 roku zdobył z nim Puchar Mali, a w 2004 roku wywalczył dublet. Na początku 2005 roku przeszedł do algierskiego MC Algier, z którym w 2006 roku zdobył Puchar Algierii.
Na początku 2006 roku Diakite wyjechał do francuskiego OGC Nice. W Ligue 1 zadebiutował 26 lutego w przegranym 0:1 wyjazdowym spotkaniu z Olympique Marsylia. W sezonie 2006/2007 był podstawowym zawodnikiem drużyny, której pomógł w utrzymaniu w lidze. W marcu 2007 był bliski przejścia do Newcastle United, Evertonu lub Realu Saragossa, jednak ostatecznie został w Nicei.
29 maja 2013 roku podpisał kontrakt z pierwszoligowym SC Bastia. W 2015 przeszedł do Tours FC.
| Sezon   | Klub           | Kraj     | Rozgrywki       | Mecze | Bramki | Rozgrywki Europy   | Mecze | Bramki |
| ------- | -------------- | -------- | --------------- | ----- | ------ | ------------------ | ----- | ------ |
| 2001    | Djoliba AC     | Mali     | Division 1      | ?     | ?      | –                  | –     | –      |
| 2002    | Djoliba AC     | Mali     | Division 1      | ?     | ?      | –                  | –     | –      |
| 2003    | Djoliba AC     | Mali     | Division 1      | ?     | ?      | –                  | –     | –      |
| 2004    | Djoliba AC     | Mali     | Division 1      | ?     | ?      | –                  | –     | –      |
| 2004/05 | MC Algier      | Algieria | National        | 13    | 0      | –                  | –     | –      |
| 2005/06 | MC Algier      | Algieria | National        | 11    | 0      | –                  | –     | –      |
| 2005/06 | OGC Nice       | Francja  | Ligue 1         | 5     | 0      | –                  | –     | –      |
| 2006/07 | OGC Nice       | Francja  | Ligue 1         | 25    | 0      | –                  | –     | –      |
| 2007/08 | OGC Nice       | Francja  | Ligue 1         | 22    | 0      | –                  | –     | –      |
| 2008/09 | OGC Nice       | Francja  | Ligue 1         | 31    | 0      | –                  | –     | –      |
| 2009/10 | OGC Nice       | Francja  | Ligue 1         | 31    | 0      | –                  | –     | –      |
| 2010/11 | OGC Nice       | Francja  | Ligue 1         | 29    | 0      | –                  | –     | –      |
| 2011/12 | OGC Nice       | Francja  | Ligue 1         | 16    | 0      | –                  | –     | –      |
| 2012/13 | Olympiakos SFP | Grecja   | Superleague     | 4     | 0      | Liga Mistrzów UEFA | 2     | 0      |
| 2013/14 | SC Bastia      | Francja  | Ligue 1         | 31    | 0      | –                  | –     | –      |
| 2014/15 | SC Bastia      | Francja  | Ligue 1         | 22    | 0      | –                  | –     | –      |
| 2015/16 | Tours FC       | Francja  | Ligue 2         | 8     | 0      | –                  | –     | –      |
| 2016/17 | GS Kallithea   | Grecja   | Football League | 15    | 0      | –                  | –     | –      |
| 2017/18 | GS Kallithea   | Grecja   | Football League | 27    | 0      | –                  | –     | –      |

Stan na: koniec sezonu 2017/2018

## Kariera reprezentacyjna
W 2003 roku Diakite wystąpił wraz z reprezentacją Mali U-21 na MŚ 2003. W 2004 roku wziął udział w Igrzyskach Olimpijskich w Atenach. W 2008 roku został powołany przez selekcjonera Jeana-François Jodara na Puchar Narodów Afryki 2008.